# Maciej Kalenkiewicz
Maciej Kalenkiewicz ps. Bóbr, Kotwica, Kotwicz, Maciej, M.K., Jan Kotwicz, Maciej Kotwicz, Jan Kaczmarek, Franciszek Tomaszewicz (ur. 18 czerwca?/1 lipca 1906 w Pacewiczach, zm. 21 sierpnia 1944 w Surkontach) – podpułkownik dyplomowany inżynier Wojska Polskiego, żołnierz Oddziału Wydzielonego Wojska Polskiego (hubalczyk), cichociemny i współtwórca tej formacji, oficer Armii Krajowej, dowódca partyzancki w Okręgu Nowogródek AK. Kawaler Orderu Virtuti Militari.

## Życiorys
Urodził się w Pacewiczach, w powiecie wołkowyskim, w rodzinie Jana (1875–1960), pochodzącego z rodziny ziemiańskiej pieczętującej się herbem Kotwicz, posła na Sejm RP I kadencji z ramienia Związku Ludowo-Narodowego, i Heleny z Zawadzkich. Był bratem Anny (1903–1967) i Wojciecha (1914–1939), podporucznika artylerii.
Od 1916 do 1920 uczęszczał do Gimnazjum Nauczycieli i Wychowawców w Wilnie (późniejsze Gimnazjum Państwowe im. Zygmunta Augusta). Ukończył Korpus Kadetów Nr 2 w Modlinie w 1924 z pierwszą lokatą zdając maturę. W tym roku wstąpił do Oficerskiej Szkoły Inżynierii w Warszawie. W czasie przewrotu majowego 1926 podchorąży Kalenkiewicz, wbrew rozkazowi bezpośrednich przełożonych, stanął po stronie wojsk wiernych rządowi. Rok później ukończył Oficerską Szkołę Inżynierii jako prymus z pierwszą lokatą i otrzymał awans na podporucznika. Po odbyciu stażu liniowego w 1 pułku saperów im. Tadeusza Kościuszki w Modlinie wstąpił w 1930 na Wydział Inżynierii Lądowej Politechniki Warszawskiej. W grudniu tegoż roku uzyskał dyplom inżyniera urządzeń i komunikacji miejskich.
Otrzymał przydział do Szkoły Podchorążych Rezerwy Saperów w Modlinie jako dowódca plutonu. W 1936 awansował do stopnia kapitana. W listopadzie 1938 rozpoczął studia w Wyższej Szkole Wojennej w Warszawie (na uczelnię dostał się jako pierwszy w egzaminach wstępnych wśród około 800 zgłoszeń na 65 miejsc przewidzianych), przerwane wybuchem wojny.

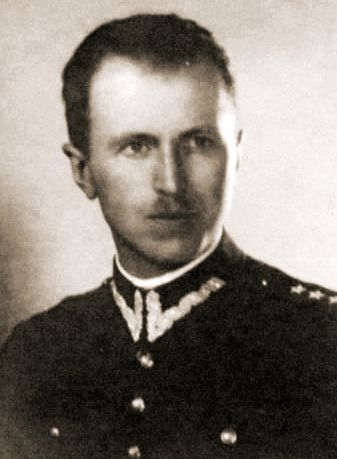
Maciej Kalenkiewicz przed 1939

## Udział w kampanii wrześniowej
W czasie kampanii wrześniowej przydzielony został do sztabu Suwalskiej Brygady Kawalerii.
W połowie września dołączył ochotniczo do sformowanego z rezerwistów 110 pułku ułanów, dowodzonego przez ppłk. Jerzego Dąbrowskiego. Po agresji ZSRR na Polskę 17 września 1939, wobec zbliżających sił Armii Czerwonej pułki brygady otrzymały rozkaz przedostania się w stronę granicy polsko-litewskiej. Ppłk Dąbrowski doprowadził swój pułk w pobliże granicy, ale nie podporządkował się rozkazowi, nakazującemu jej przekroczenie. Podjął decyzję najpierw o przebijaniu się w stronę Warszawy, a potem o rozwiązaniu pułku. Dowództwo nad zwolennikami marszu na Warszawę, wśród których znalazł się Kalenkiewicz, objął mjr Henryk Dobrzański. Kalenkiewicz został najpierw szefem sztabu w Oddziale Wydzielonym Wojska Polskiego mjr. Dobrzańskiego, a 3 października zastępcą dowódcy. Po kapitulacji Warszawy i podjęciu przez mjr. Dobrzańskiego decyzji o kontynuacji działań bojowych na terenie Polski, przyjął pseudonim „Kotwicz”. W końcu listopada wraz z mjr. Dobrzańskim udał się do Warszawy, gdzie nawiązał kontakt z gen. Michałem Karaszewiczem-Tokarzewskim.

## W Polskich Siłach Zbrojnych

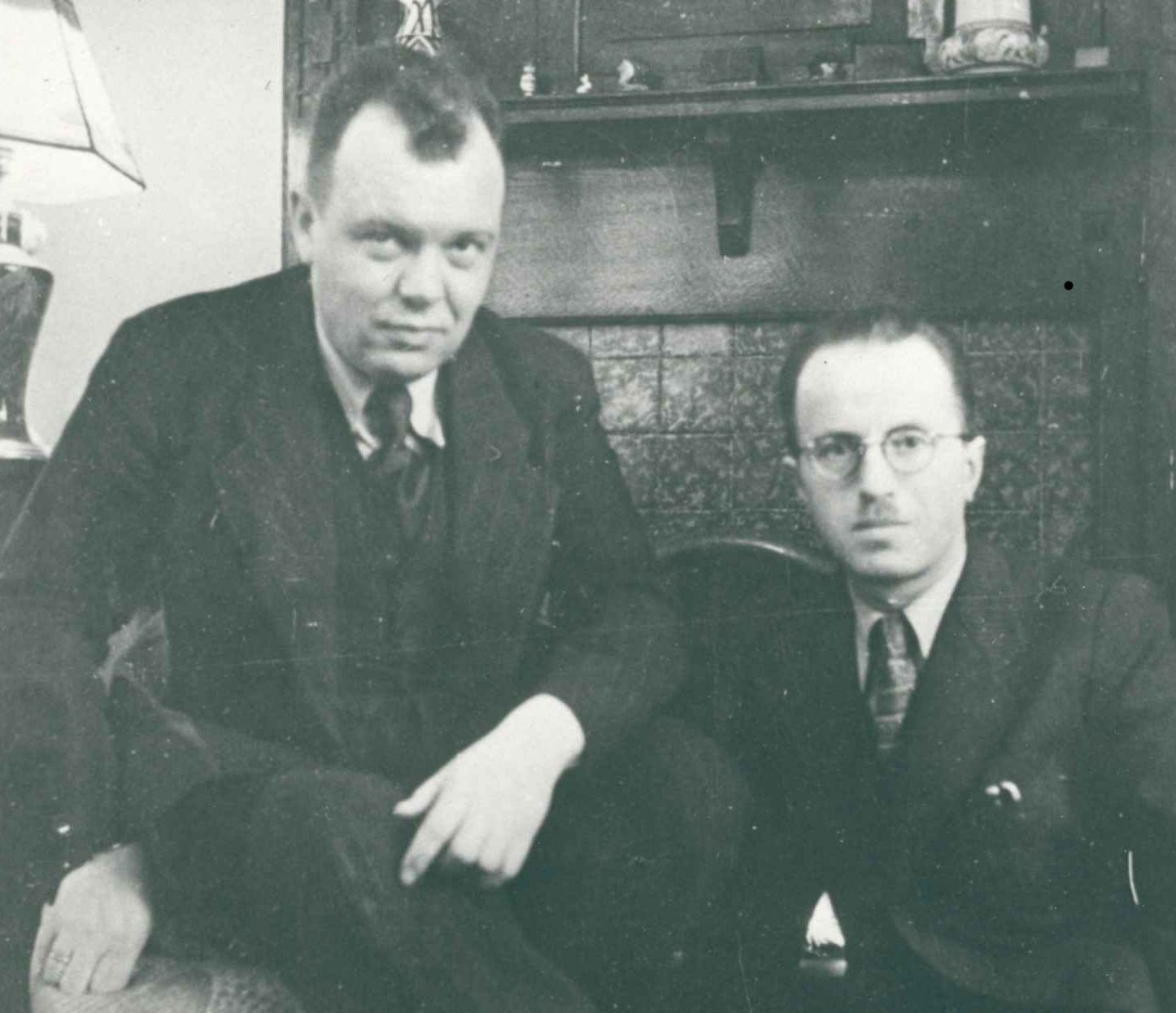
Jan Górski (z lewej) i Maciej Kalenkiewicz (1941)

Pod wpływem apeli radiowych gen. Sikorskiego Kalenkiewicz podjął decyzję o przedostaniu się do Francji. 1 stycznia 1940 r. został słuchaczem oficerskiego kursu informacyjnego saperów w Wersalu, a od 15 marca był na tym kursie instruktorem. Trzykrotnie, między 30 grudnia a 14 lutego składał, wspólnie z Janem Górskim, na ręce gen. Kazimierza Sosnkowskiego meldunek – zgłoszenie do wzięcia udziału w desancie spadochronowym na teren Polski. Na początku maja 1940 został przeniesiony do pracy na kraj w biurze gen. Sosnkowskiego. Po klęsce Francji ewakuował się do Wielkiej Brytanii (25 czerwca 1940). Stacjonował w Szkocji.
Należał do reformatorskiego ruchu młodych oficerów, z którym związał się prawdopodobnie jeszcze we Francji. Był współautorem kolejnych memoriałów dotyczących rozwijania łączności lotniczej z krajem, prowadzenia szkolenia spadochronowego zarówno dla grupy oficerów, których celem byłoby utrzymywanie łączności z krajem, jak i dla większych oddziałów, których celem byłaby dywersja, a z czasem wsparcie przyszłego powstania. Był autorem artykułu O zdobywczą postawę polskiej polityki zawierającego program grupy. Program ten opierał się na założeniu, że miejsce Polski w powojennej Europie zależeć będzie od reprezentowanej przez nią siły militarnej. Postulował odmłodzenie kadry oficerskiej armii, organizowanie i szkolenie wojska polskiego przede wszystkim z myślą o wykorzystaniu go na terenie kraju (rozbudowa jednostek lotniczych i desantowych). Zasadnicza koncepcja bowiem przewidywała w momencie załamywania się sił niemieckich wybuch powstania, a właściwie szeregu powstań w krajach europejskich wspartych desantami z powietrza. Polsce przypaść miała wiodąca rola w organizowaniu tego ruchu na obszarze Europy Środkowej – stąd akcentowano konieczność nawiązywania kontaktów z innymi krajami regionu. Prawdopodobnie właśnie ten referat zwrócił uwagę gen. Sikorskiego i spowodował przeniesienie Kalenkiewicza w październiku 1940 r. do wydziału studiów i szkolenia spadochronowego przy Oddziale III Sztabu Naczelnego Wodza. Miał też inne skutki: rozpoczęto realizację niektórych zawartych w nim koncepcji – utworzono 1 Samodzielną Brygadę Spadochronową pod dowództwem gen. Sosabowskiego i przekonano Brytyjczyków o zasadności rozpoczęcia szkoleń dla przyszłych zrzutków.
W marcu 1941 przygotował wspólnie z Janem Górskim kolejny referat: Uderzenie powierzchniowe jako nowa forma walki zaczepnej, rozwijający wcześniejsze koncepcje. Uderzenie powierzchniowe polegać miało na jednoczesnej i skoordynowanej akcji złożonej z desantów morskich i powietrznych, bombardowań, ataków lądowych oraz działań powstańczych i sabotażowo-dywersyjnych na tyłach nieprzyjaciela.

## Praca w sztabie Armii Krajowej w Warszawie
27 grudnia 1941 Kalenkiewicz wyleciał do Polski lotem nr 2 kryptonim: „Jacket”, wspólnie z por. Marianem Jureckim, por. Alfredem Paczkowskim, por. Andrzejem Świątkowskim i kurierami politycznymi: pchor. Tadeuszem Chciukiem i kpr. Witoldem Strzeleckim. Lądowanie odbyło się pomyłkowo na terenie należącym do Rzeszy, w okolicy miejscowości Kiernozia w bezpośrednim sąsiedztwie granicy z Generalnym Gubernatorstwem. Kalenkiewicz, wraz z trzema innymi skoczkami, został aresztowany przez straż graniczną. Po przybyciu na posterunek Polacy zaczęli strzelać i po wybiciu niemieckiej załogi odzyskali wolność. Wszystkim czterem udało się przedostać do Generalnego Gubernatorstwa i z pomocą kontaktów nawiązanych w przewidywanym miejscu zrzutu, do Warszawy.
W Warszawie jako emisariusz Naczelnego Wodza Kalenkiewicz spotkał się z gen. Stefanem Roweckim i otrzymał przydział do oddziału operacyjnego sztabu ZWZ. Z datą wylotu do Polski awansował do stopnia majora, a 19 marca 1942 został po raz pierwszy odznaczony Orderem Virtuti Militari za bitwę z Niemcami w Polsce po skoku. W ramach prac sztabowych prowadził odprawy z szefami sztabów okręgów, zwłaszcza dotyczące jego specjalności: walki partyzanckiej, dywersji oraz łączności lotniczej z Londynem. Prowadził też szkolenia dla kandydatów na wyższych oficerów i inspektorów, był autorem instrukcji bojowych. Najważniejszym jego opracowaniem z tego okresu był „Plan W” – plan powstania powszechnego (raport operacyjny dowódcy AK nr 154/III z dn. 8 września 1942 r.). Kalenkiewicz przewidywał w nim wrogie ustosunkowanie się Rosji do sił AK, zakładał wybuch powstania w momencie niewątpliwej klęski Niemiec – wcześniej tylko przy pewności otrzymania czynnej pomocy zbrojnej z zewnątrz. 
3 listopada 1942 wraz z Cichociemnymi: por Janem Markiem ps. Walka oraz ppor. Mieczysławem Eckhardtem ps. Bocian w składzie pocztu sztandarowego podczas poświęcenia sztandaru dla 1 Samodzielnej Brygady Spadochronowej w Kościele Panien Kanoniczek w Warszawie przy ul. Bielańskiej.
Jako pracownik Oddziału Operacyjnego dokonywał też Kalenkiewicz inspekcji okręgów (Okręg Radom-Kielce AK, Okręg Lublin AK). W sierpniu 1943 r. kierował akcją „Taśma Wschodnia” – serią ataków na posterunki graniczne między Generalnym Gubernatorstwem i terenami przyłączonymi do Rzeszy.

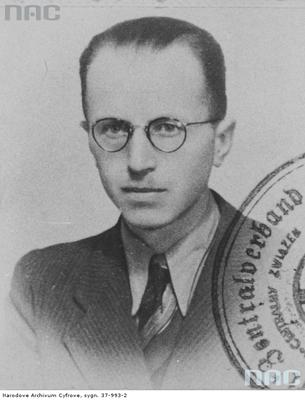
Maciej Kalenkiewicz w 1943, fotografia ze zbiorów NAC

## Walka partyzancka w Okręgu Nowogródek

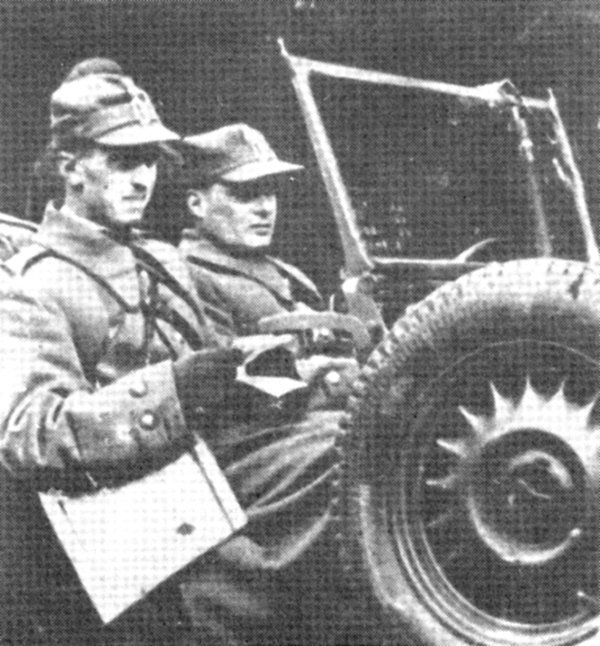
Maciej Kalenkiewicz podczas operacji Ostra Brama (1944)

W marcu 1944 r. został skierowany do Okręgu Nowogródek, jako delegat KG mający uczestniczyć w rozwiązaniu sprawy „Lecha”, Józefa Świdy (swego kuzyna), oskarżanego przez komendę okręgu o współpracę z Niemcami i próbę przejęcia władzy w okręgu. Po skazaniu Świdy na karę śmierci, zawiesił, zgodnie ze swymi pełnomocnictwami, jej wykonanie do końca wojny. Na własną prośbę pozostał na terenie okręgu, obejmując po przeniesionym do Warszawy „Lechu” dowództwo Zgrupowania Nadniemeńskiego. Kontynuował rozbudowę oddziału i szkolenia. W kwietniu i maju zgrupowanie przeprowadziło kilkanaście akcji bojowych, w tym także z partyzantką radziecką – w obronie własnej lub ludności cywilnej.
„Kotwicz” był także współautorem i intensywnym propagatorem koncepcji operacji Ostra Brama. Uważał, że zamanifestowanie polskości Wilna wobec aliantów i wkraczających wojsk sowieckich jest konieczne. W przypadku wrogiego nastawienia władz radzieckich wobec ujawnionego Wojska Polskiego, powinno ono nie dać się rozbroić i bronić swoich pozycji w Wilnie. Plan „Kotwicza” przewidywał współpracę obu okręgów: Wilna i Nowogródka. Zreferował go na naradzie, która odbyła się w Wilnie w połowie kwietnia, a w której poza nim uczestniczyli: Aleksander Krzyżanowski „Wilk”, komendant Okręgu Wilno, tamtejszy szef sztabu mjr Lubosław Krzeszowski „Ludwik”, zastępca delegata rządu dr Jerzy Dobrzański „Maciej”.
12 czerwca 1944 r. plan operacji Ostra Brama został zatwierdzony przez Komendę Główną, natomiast 17 czerwca został przez „Kotwicza” zreferowany oficerom Podokręgu Nowogródek. Aby umożliwić włączenie do akcji Zgrupowania Stołpeckiego silny oddział pod dowództwem „Kotwicza” miał wyruszyć w stronę Wołożyna i, po połączeniu się ze Zgrupowaniem, wspólnie przebić się w stronę Wilna. Manewr ten zakończył się niepowodzeniem, a ranny w czasie walk pod Iwiem Kalenkiewicz musiał opuścić oddział i odjechać do szpitala – w rannej ręce rozwinęła się gangrena. Odwieziony został do Dziewieniszek, gdzie znajdowała się polowa kwatera komendy Okręgu Wileńskiego. 29 czerwca w szpitalu polowym w Antoniszkach amputowano mu prawą rękę. Nie mógł wziąć udziału w realizacji akcji, której był pomysłodawcą (nie wiadomo jednak do końca, jaki był jego udział w tworzeniu szczegółowego planu natarcia, który wykrystalizował się prawdopodobnie między 20 czerwca a pierwszymi dniami lipca). Bardzo krytycznie odnosił się do sposobu wykonania operacji Ostra Brama.

### Po wkroczeniu Armii Czerwonej
9 lipca Kalenkiewicz, ciągle gorączkujący, z niezagojoną po amputacji raną, zameldował się w kwaterze płk. Krzyżanowskiego „Wilka” w Wołkorabiszkach. W czasie, kiedy porozumienie z Armią Czerwoną wydawało się możliwe, planowano mianowanie go dowódcą 77 pułku piechoty AK, który miał być częścią samodzielnego polskiego korpusu walczącego u boku Armii Czerwonej. Nie było go w Boguszach, kiedy Sowieci aresztowali przybyłych na odprawę oficerów AK.
W czasie narad w Puszczy Rudnickiej, gdzie schroniły się po aresztowaniu części oficerów polskie oddziały, Kalenkiewicz reprezentował pogląd, że należy kontynuować działalność partyzancką i konspiracyjną na terenach wschodnich. Nie zamierzał podejmować walki z Armią Czerwoną, ale uważał, że obecność oddziałów Armii Krajowej na tym terenie konieczna jest zarówno ze względów propagandowych, jak i w celu podbudowania morale i ochrony ludności.
Po rozwiązaniu oddziałów pozostał w Puszczy Rudnickiej, początkowo z ok. 1000 żołnierzy. Ponieważ w ówczesnych warunkach był to oddział zbyt duży, by mógł przetrwać, zmniejszono go do 100 ludzi, nakazując pozostałym przejście do konspiracji. Między 22 a 24 lipca oddział Kalenkiewicza, w którym byli m.in. Stanisław Szabunia „Licho” oraz kpt. Franciszek Cieplik „Hatrak” i rtm. Jan Kanty Skrochowski „Ostroga” – dwaj cichociemni, opuścił Puszczę Rudnicką i udał się w stronę Puszczy Grodzieńskiej.
5 sierpnia Stanisław Sędziak „Warta” przekazał Kalenkiewiczowi dowództwo okręgu. Nowy komendant planował utrzymanie nielicznych oddziałów partyzanckich z bazą w Puszczy Grodzieńskiej i ograniczoną działalność konspiracyjną. Za główne zadanie uważał akcję informacyjno-propagandową, którą realizować miały dwa ośrodki BiP-u: konspiracyjny i partyzancki. Podejmował także starania (bezpośrednie i za pośrednictwem KG) zainteresowania aliantów sytuacją na Wileńszczyźnie i Nowogródczyźnie. Nadana 17 sierpnia z walczącej Warszawy depesza rozwiała złudzenia, co do możliwości przyjazdu na ten teren alianckiej misji.
Oddział „Kotwicza”, operujący na niewielkim terenie na przedpolu Puszczy Rudnickiej, utrzymywał kontakt z działającymi w tej samej okolicy resztkami oddziałów wileńskich.

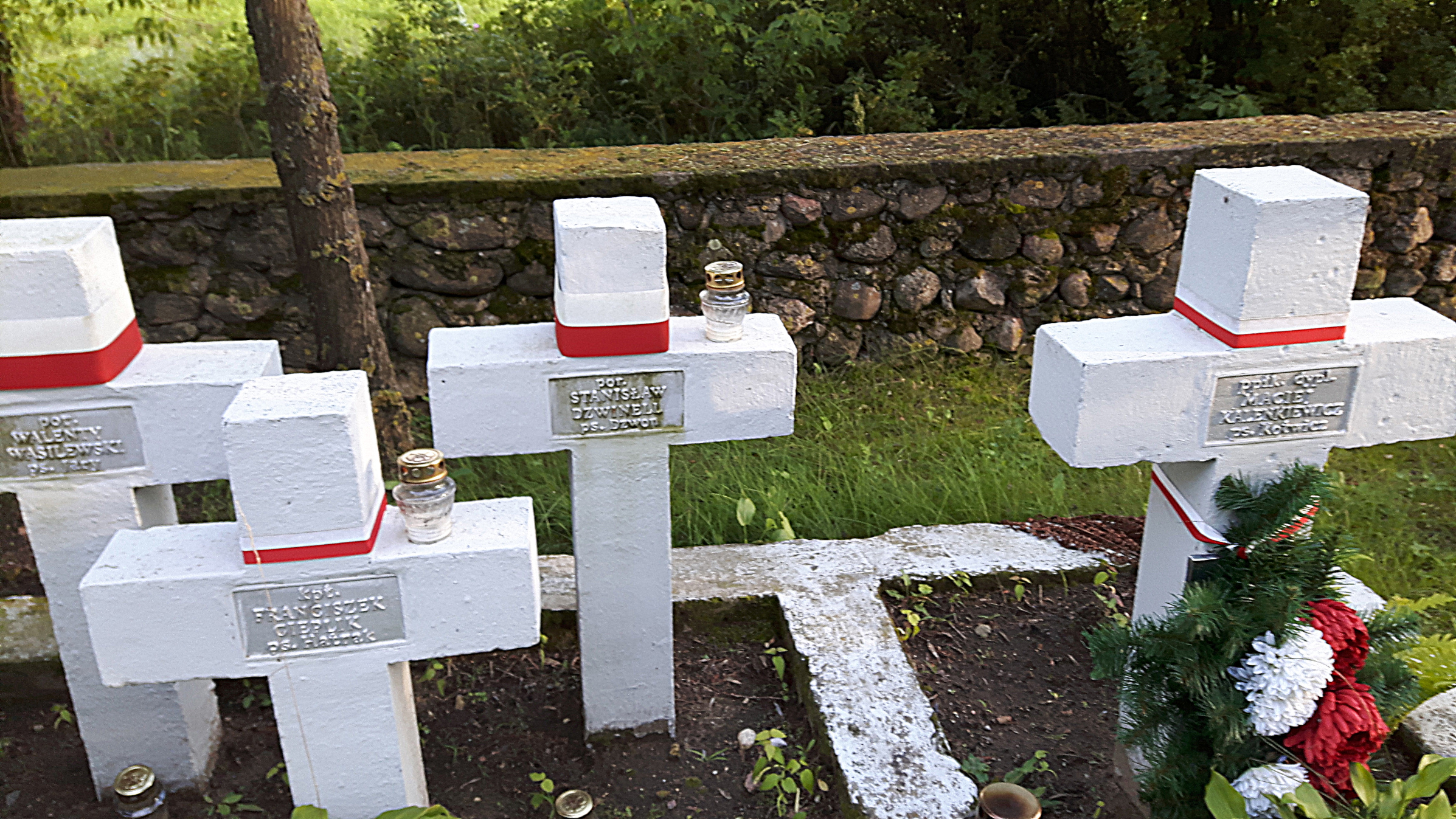
Grób ppłk. Macieja Kalenkiewicza w Surkontach (2016)

18 sierpnia Komenda Główna nadała depeszę z informacją, o oficjalnym wyznaczeniu „Kotwicza” na komendanta Podokręgu Nowogródek i awansowaniu go do stopnia podpułkownika. Depesza ta nie dotarła do adresata. 

#### Śmierć
19 sierpnia Sowieci rozpoczęli akcję likwidacji polskich oddziałów na przedpolu Puszczy Rudnickiej. 21 sierpnia 72-osobowy oddział Kalenkiewicza znalazł się w Surkontach, gdzie około południa został zaatakowany przez batalion NKWD w sile ok. 600 ludzi. Atak sowiecki został odparty przez oddział kpt. Bolesława Wasilewskiego „Bustromiaka”; zginęło dwóch sowieckich dowódców i ok. 30 żołnierzy; po stronie polskiej nie było zabitych, ale wielu żołnierzy odniosło rany. Kalenkiewicz zadecydował o pozostaniu na pozycjach aż do zmierzchu, aby możliwa była ewakuacja rannych. Po południu nastąpił drugi atak, który doprowadził do rozbicia oddziału. Straty polskie wyniosły 36 zabitych i rannych, których Sowieci dobijali na polu bitwy. Sowieci oficjalnie przyznali się do strat w wysokości 18 zabitych, lecz raport który wysłał do Warszawy następca Kalenkiewicza, kpt. Stanisław Sędziak „Warta” mówił o 132 zabitych żołnierzy przeciwnika. Poległ także trafiony w głowę Kalenkiewicz. Został pochowany w zbiorowej mogile ze swymi żołnierzami w pobliżu drogi łączącej wieś Pielasa z Surkontami, obok grobu powstańców z 1863. On i jego adiutant Jan Kanty Skrochowski ps. Ostroga, jako jedyni pochowani zostali w trumnach. Tuż po bitwie, Sowieci co najmniej raz rozkopali mogiłę dla upewnienia się, czy aby na pewno poniósł śmierć. W 2022 decyzją władz reżimu Aleksandra Łukaszenki, cmentarz wojskowy w Surkontach został zlikwidowany. 
Jego symboliczny grób znajduje się na cmentarzu Powązkowskim w Warszawie (kwatera 217-2-7).

## Życie prywatne
28 czerwca 1934 ożenił się z Ireną Erdman (zm. 1994). Mieli dwie córki: Danutę (ur. 1935; później Maria Danuta, została archeologiem i żoną Ryszarda Wołągiewicza, także specjalisty w tej dziedzinie) i Agnieszkę (1939–2012). 

## Awanse
- porucznik – 15 sierpnia 1928 z 1 lokatą[9]
- kapitan – ze starszeństwem z dniem 1 stycznia 1936 i 24. lokatą w korpusie oficerów inżynierii i saperów[10]
- major – 27 grudnia 1941
- podpułkownik – 1944

## Ordery i odznaczenia
- Krzyż Srebrny Orderu Wojennego Virtuti Militari – dwukrotnie (pierwszy raz – 1942, drugi raz nr 12723 (Londyn) – pośmiertnie[11])
- Krzyż Walecznych – dwukrotnie
- Złoty Krzyż Zasługi z Mieczami
- Krzyż Czynu Bojowego Polskich Sił Zbrojnych na Zachodzie – pośmiertnie[12]
- Krzyż Armii Krajowej – pośmiertnie

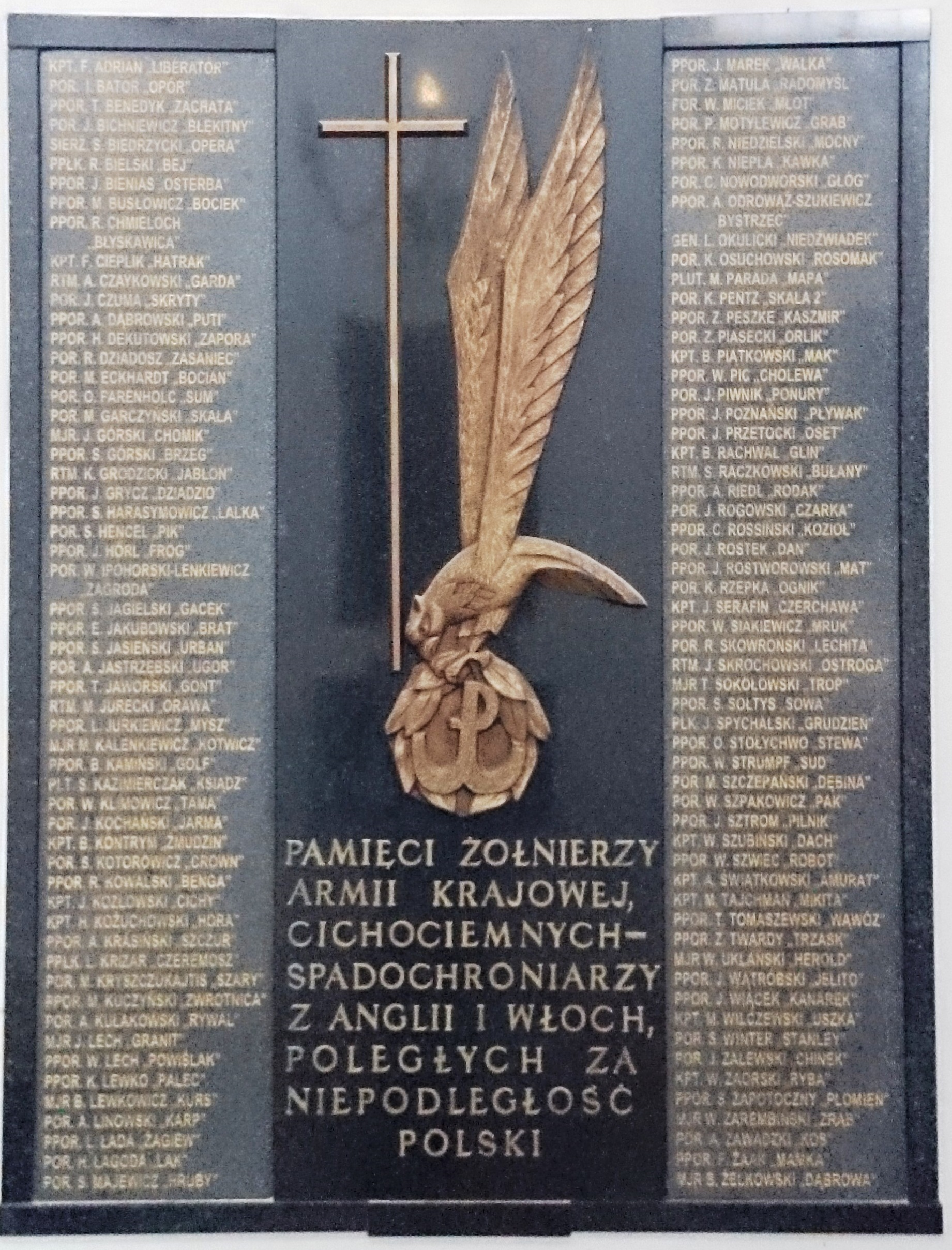
Tablica w kościele św. Jacka w Warszawie, upamiętniająca poległych cichociemnych, w tym Macieja Kalenkiewicza

- Gwiazda Wytrwałości (1985)[13]
- Zwykły Znak Spadochronowy nr 006

## Artykuły autorstwa Macieja Kalenkiewicza
- Wyniki prób laboratoryjnych dozowania składników betonu według metody prof. W. Paszkowskiego, „Przegląd Techniczny” 1934, nr 24. (Praca dyplomowa)
- Hubalczycy, „Skrzydła” 1942, nr 7/384 (z dn. 1-14,04,1942; wydawane w Londynie pismo Polskich Sił Powietrznych).

## Upamiętnienie

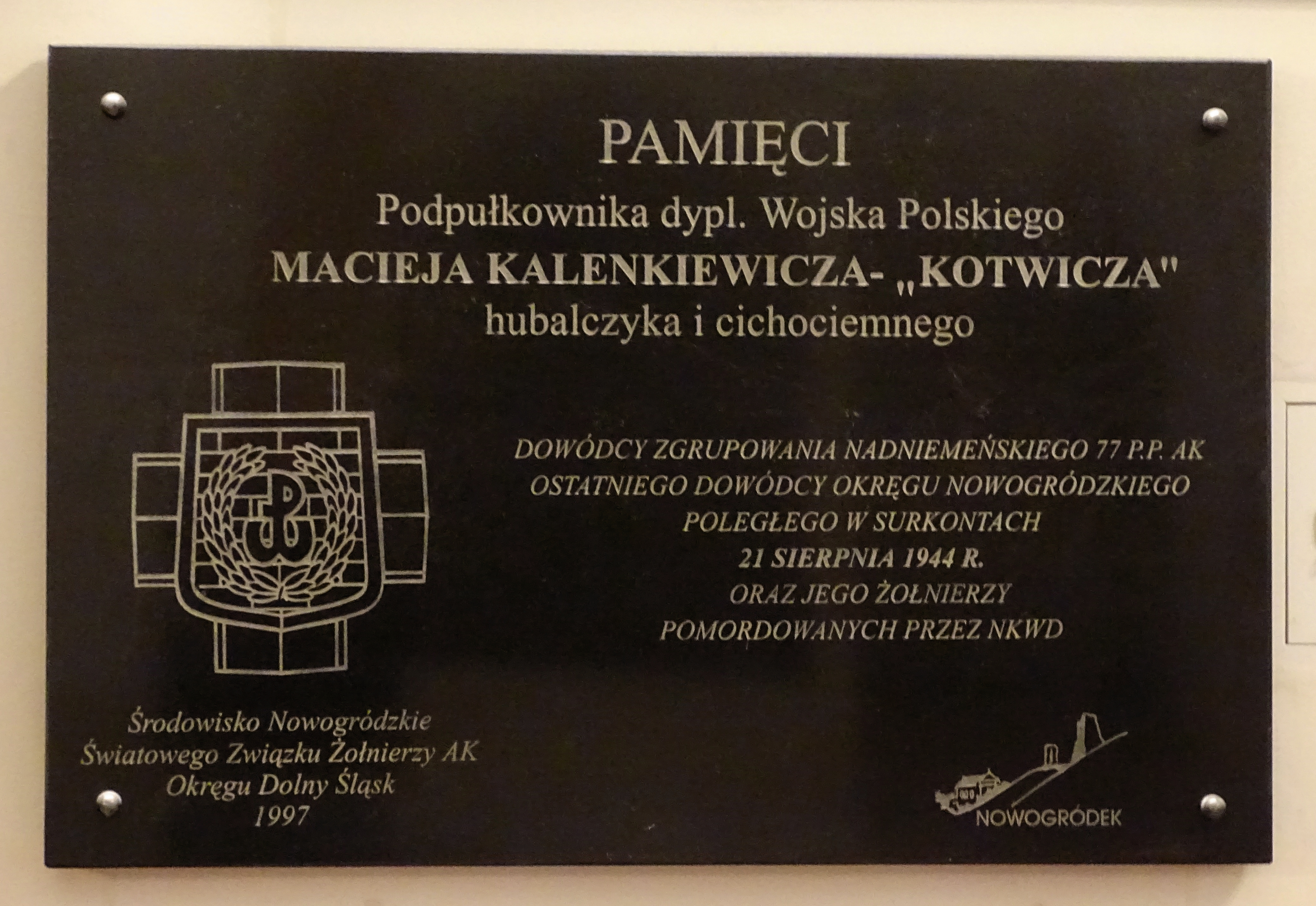
Tablica pamiątkowa ppłk. Macieja Kalenkiewicza w kościele garnizonowym św. Elżbiety we Wrocławiu

- W filmie Hubal (1973) w reż. Bohdana Poręby w rolę kpt. Macieja Kalenkiewicza wcielił się aktor Tadeusz Janczar[14].
- W lewej nawie kościoła św. Jacka przy ul. Freta w Warszawie odsłonięto tablicę Pamięci żołnierzy Armii Krajowej, cichociemnych – spadochroniarzy z Anglii i Włoch, poległych za niepodległość Polski. Wśród wymienionych 110 poległych cichociemnych jest Maciej Kalenkiewicz.
- 14 października 1993 został patronem szkoły Zespołu Szkół nr 1 z Oddziałami Integracyjnymi w Kętrzynie.
- Jest patronem ulic w Elblągu i Krakowie.
- Jego wizerunek wraz z Aleksandrem Krzyżanowskim został umieszczony na rewersie srebrnej monety kolekcjonerskiej o nominale 10 złotych wyemitowanej w 2024 roku przez Narodowy Bank Polski z okazji  80. rocznica operacji „Ostra Brama”[15].